# Nakigara O
Nakigara O... (亡骸を…) é o primeiro álbum de estúdio da banda japonesa de rock Kuroyume, lançado em 11 de junho de 1993 pela gravadora independente La†Miss. O fã-clube oficial da banda levou o nome da primeira faixa, "Under".

## Produção
No livro de fotos no encarte do álbum, a modelo que posa com a banda é a cantora japonesa Lucifer Luscious Violenoue. Nakigara O foi o último álbum de Kuroyume como banda independente, porém, Kiyoharu contou posteriormente que já havia assinado com a EMI antes do lançamento do álbum.
A faixa "Shinai Naru Death Mask" (親愛なるDEATH MASK) que esteve no álbum anterior Ikiteita Chuzetsuji foi lançada em Nakigara O em uma versão retrabalhada. A faixa título, "Nakigara O", foi escrita por Kiyoharu em homenagem a sua falecida avó. Devido a conflitos de agenda, os vocais foram gravados em apenas dois dias.

## Recepção e legado
Alcançou a primeira posição na parada Oricon Indies Albums e manteve-se por dois meses consecutivos.
É considerada uma das obras mais influentes da cena visual kei. O cantor Hazuki (lynch.), que cita o Kuroyume como uma de suas maiores influências, já fez um cover de "Nakigara O" e de "Jyuujika to no Tawamure".

## Faixas
Todas as letras escritas por Kiyoharu. 
| N.º            | Título                                        | Música         | Duração |  |
| 1.             | "Under..."                                    | Shin           | 4:07    |  |
| 2.             | "Shuumaku no Toki" (終幕の時)                 | Shin           | 5:03    |  |
| 3.             | "Dance 2 Garnet"                              | Hitoki         | 4:44    |  |
| 4.             | "Sanbika" (讃美歌)                            | Shin           | 6:15    |  |
| 5.             | "Jyuujika to no Tawamure" (十字架との戯れ)    | Hitoki         | 3:37    |  |
| 6.             | "Misery"                                      | Shin           | 5:00    |  |
| 7.             | "if"                                          | Shin           | 5:34    |  |
| 8.             | "Jesus"                                       | Hitoki         | 4:15    |  |
| 9.             | "Shinai Naru Death Mask" (親愛なるDEATH MASK) | Kiyoharu       | 3:40    |  |
| 10.            | "Nakigara O" (亡骸を)                         | Shin           | 6:50    |  |
| Duração total: | Duração total:                                | Duração total: | 49:05   |  |

## Ficha técnica

### Kuroyume
- Kiyoharu (清春) - vocal
- Hitoki (人時) - baixo
- Shin (臣) - guitarra